# Sarnî, Iavoriv
Sarnî (în ucraineană Сарни) este localitatea de reședință a comunei Sarnî din raionul Iavoriv, regiunea Liov, Ucraina.

## Demografie
Componența lingvistică a localității Sarnî
     Ucraineană (100%)
Conform recensământului din 2001, toată populația localității Sarnî era vorbitoare de ucraineană (100%).